# 209 f.Kr.

## Händelser

### Efter plats

#### Romerska republiken
- Romarna erövrar, under Fabius Maximus Cunctators befäl, Tarentum (nuvarande Taranto), som den karthagiske generalen Hannibal har hållit i tre år.
- Slaget vid Asculum utkämpas mellan Hannibals karthagiska armé och en romersk styrka ledd av Marcus Claudius Marcellus. Det slutar dock oavgjort.
- Från sitt högkvarter i Tarraco (Tarragona) inleder Publius Cornelius Scipio (som är romersk befälhavare i Spanien) ett kombinerat armé- och flottanfall mot det karthagiska högkvarteret i Carthago Nova (nuvarande Cartagena). Han lyckas framgångsrikt belägra och erövra staden och får då tillgång till kopiösa mängder förråd, spansk gisslan, de lokala silvergruvorna, en utmärkt hamn och en bas för fortsatt avancemang söderut.

#### Seleukiderriket
- Kung Arsakes II av Partien blir anfallen av den seleukidiske kungen Antiochos III, som erövrar Hekatompylos (sydost om Kaspiska havet), den arsakidiska huvudstaden och Syrinx i Hyrkanien. Antiochos III besegrar sedan Arsakes II i ett slag vid Labosberget samt tvingar honom att gå i allians med seleukiderna.

#### Grekland
- Som strategos över achaierna lyckas den grekiske generalen Filopoemen göra om det achaiska förbundet till en aggressiv militärmakt, då han bygger upp förbundets militära kapacitet. Det achaiska förbundets militär och kavalleri kan sedan, under Filopoemens befäl, besegra aitolierna vid den eleiska fronten.

#### Mongoliet
- Mete Khan ärver Teomans hunnerkonfederationer och grundar Xiongnuriket. Inledningen på hans styre anses vara grundandet av den första systematiska turkiska armén. Metes styrkor angriper norra Kina, hotar Qinriket och tvingar det att ytterligare förstärka kinesiska muren.